# 인순이는 예쁘다
《인순이는 예쁘다》는 KBS 2TV에서 2007년 11월 7일부터 2007년 12월 27일까지 방영된 수목 미니시리즈이다.

## 기획 의도
세상 무엇과도 견줄 수 없는 거대한 아름다움이 '자기 안에' 있다는 것을 깨달아가는, 가슴 찡한 화해와 성장 과정을 그린 로코 드라마.

## 등장 인물

### 주요 인물
- 김현주 : 박인순 역 - 살인 전과자
- 김민준 : 유상우 역 - 문화부 기자
- 이완 : 장근수 역 - 인순과 함께 자란 동생

### 주변 인물
- 나영희 : 이선영 역 - 인순의 어머니, 연극배우
- 엄효섭 : 서경준 역 - 인순의 고등학교 담임선생님
- 서효림 : 김정아 역 - 선영의 딸, 인순의 의붓동생
- 최일화 : 유병국 역 - 상우의 아버지

### 상우의 주변 인물
- 김미경 : 오명숙 역
- 나윤 : 송진태 역 - 상우의 보도국 동료
- 조덕현 : 고재식 역 - 상우의 보도국 선배
- 이인혜 : 한재은 역 - 아나운서, 상우의 후배[1]

### 인순의 주변 인물
- 이현준 : 서은석 역[2] - 서경준 선생님의 아들
- 박순천 : 박옥선 역 - 인순의 고모
- 장영란 : 고미화 역 - 사기 전과자, 인순의 교도소 동기

### 그 외
- 차영옥 : 남소정 역 - 배우, 선영의 친구
- 이매리 : 한미진 역 - 서경준 선생님의 학교 식당 영양사
- 김희라

## 수상 경력
- 2007년 KBS 연기대상 여자 최우수연기상 김현주

## 참고 사항
- 2005년 SBS <백만장자와 결혼하기> 이후 김현주가 2년 만에 안방극장 복귀를 했는데 MBC <메리대구 공방전>의 여주인공으로 낙점됐지만 막판에 출연이 무산됐으며, 이 작품 외에도 MBC <환상의 커플> 등에서 출연 제의를 받았으나 그동안 마음에 드는 캐릭터를 찾기 위해 심사숙고하여 고사해 버렸다.[3]
- 김현주는 해당 작품을 통해 KBS 드라마 첫 출연을 했는데 <인순이는 예쁘다>에 앞서 <성난 얼굴로 돌아보라>, <가을동화>, <장희빈>[4] 등의 캐스팅 제의를 받았지만 고사했다.